# Arte degli Oliandoli e Pizzicagnoli
L’Arte degli Oliandoli e Pizzicagnoli est une corporation des arts et métiers de la ville de Florence, l'un  des arts mineurs des Arti di Firenze qui y œuvraient avant et pendant la Renaissance italienne.

## Membres de la corporation
Les marchands d'huile, de sel et de fromage.

## Héraldique
Lion rouge  rampant portant rameau d'olivier sur champ blanc.